# Liuda Pociūnienė
Liudvika (Liuda) Pociūnienė (ur. 7 czerwca 1958 w Wilnie) – litewska dziennikarka, posłanka na Sejm Republiki Litewskiej.

## Życiorys
W 1982 ukończyła filologię litewską na Uniwersytecie Wileńskim. W latach 80. zajmowała się tłumaczeniami, a także publikowaniem tekstów o tematyce kulturalnej. Na początku lat 90. pracowała jako komentatorka w stacji radiowej Radiocentras. W latach 1994–1995 była zastępczynią redaktora naczelnego dziennika „Lietuvos aidas”. Od 1995 do 1996 prowadziła talk-show Detektorius na antenie telewizji TV3. Później do 1997 kierowała działem informacji w LRT Televizija, następnie zajmowała się produkcją programów telewizyjnych. W latach 1999–2009 prowadziła w tej stacji program Laiko ženklai. Od 2010 do 2012 była ekspertką Funduszu Wspierania Prasy, Radia i Telewizji. Od 1992 członkini Stowarzyszenia Dziennikarzy Litwy, w 2013 została przedstawicielką tej organizacji w Litewskiej Komisji Radia i Telewizji.
W 2020 przyjęła propozycję kandydowania do Sejmu z ramienia Związku Ojczyzny, uzyskując w wyborach parlamentarnych w tym samym roku mandat poselski.

## Życie prywatne
Liuda Pociūnienė ma czworo dzieci. Jej mężem był Vytautas Pociūnas, oficer litewskich służb specjalnych, który prowadził m.in. śledztwo w sprawie domniemanej defraudacji środków finansowych przeznaczonych dla białoruskiej opozycji. W 2006 w niejasnych i budzących kontrowersje okolicznościach poniósł śmierć podczas pobytu w Brześciu na Białorusi.